# Ischnotoma (Ischnotoma) par
Ischnotoma (Ischnotoma) par is een tweevleugelige uit de familie langpootmuggen (Tipulidae). De soort komt voor in het Australaziatisch gebied.